# Língua bagatha
Bagatha é uma das línguas das tribos das colinas da Índia falada nas colinas de Paderu, Sujanakota, Karakapalli, Tajangi, Devarapalli e Peddavalasa pela tribo Bagatha, também chamada Bhakta, Bhagada, Bogatha e Bhagatha, com cerca de 87.994 (Censo 1981) em Andhra Pradesh.

## História
Os Bagatha eram experientes em guerras e por isso serviram, no século XVII, como exércitos pessoais aos chefes Golconda e Gangaraju Madugole. A devoção demonstrada fez com que fossem bem reconhecidos e assim chamados de 'Bhaktas' e mais tarde Bagathas. Além disso, os Chefes locais premiaram o esforço militar dos Bagatha nomeando muitos deles com Chefes locais. Com essa mudança de “status”, os Bagatha passaram a se auto denominar como uma tribo de “Guerreiros”, se expandiram geograficamente, se desenvolveram politicamente e adquiriram uma supremacia social na área, aqual perdurou por cerca de 50 anos, desde o fim do século XVII até o início do século XVIII.

## Idioma
Os Bagathas falam a lingua Bagatha e o Telugu com seu sotaque típico dos habitantes das colinas. Os que vivem nas proximidades da divisa com Orissa falam uma forma do Oriá junto com o Bagatha.

## Escrita
O índice de alfabetização entre os Bagatha é baixíssimo. Uma escrita própria para a língua foi desenvolvida pela Professora S. Prasanna Sree da Andhra University, Visakhapatnam, Andhra Pradesh, India. Prasanna Sree desenvolveu escritas com base em escritas indus já existentes para certos sons comuns a outras línguas locais, porém com diferentes conjuntos de caracteres para cada uma das línguas tribais relacionadas, tais como Gadaba, Jatapu, Kolam, Konda-dora, Porja, Koya, Kupia.
- São 13 sons vogais com símbolos para vogais que, conforme a simbologia, podem ser isoladas (no início da sílaba) ou conjuntas: a aa e ee u uu ae aaae i o oo ou aum auh
- e 21 sons consoantes que podem ser curtos ou longos (símbolos diferenciados): ka gha gna cha já ta da tha dha na pa bha ma ya ra la va as ha